# Antepipona aberrata
Antepipona aberrata är en stekelart som beskrevs av Gusenleitner 1986. Antepipona aberrata ingår i släktet Antepipona och familjen Eumenidae. Inga underarter finns listade i Catalogue of Life.